# Tubuaia fosbergi
Tubuaia fosbergi é uma espécie de gastrópode da família Helicarionidae.
É endémica de Ilhas Pitcairn.